# Neosiluroides cooperensis
Neosiluroides cooperensis is een straalvinnige vissensoort uit de familie van de koraalmeervallen (Plotosidae). De wetenschappelijke naam van de soort is voor het eerst geldig gepubliceerd in 1998 door Allen & Feinberg.